# Armorial des communes de la Creuse
Cette page donne les armoiries (figures et blasonnements) des communes de la Creuse.

(1 dessin(s) en attente.P)
- Haut – A
- B
- C
- D
- E
- F
- G
- H
- I
- J
- K
- L
- M
- N
- O
- P
- Q
- R
- S
- T
- U
- V
- W
- X
- Y
- Z

## A
| Blason de Ahun | Blason  | Fascé d'argent et d'azur de six pièces.          |
| Blason de Ahun | Détails | Le statut officiel du blason reste à déterminer. |

| Blason de Ars | Blason  | Parti : au 1er d'azur semé de fleurs de lys d'or, à la bande de gueules chargée de trois lions léopardés d'argent, au 2d coupé au I de sinople à une vache paissant de tenné* en chef et à une brebis d'argent en pointe, au II d'argent à une feuille de chêne de sinople posée en barre. |
| Blason de Ars | Détails | * Il y a là non-respect de la règle de contrariété des couleurs : ces armes sont fautives (tenné sur sinople). Le statut officiel du blason reste à déterminer. |

| Blason de Aubusson | Blason  | D'argent au buisson terrassé de sinople, au chef de gueules chargé d'un croissant du champ accosté de deux étoiles du même |
| Blason de Aubusson | Détails | Aubusson : Armes parlantes (au buisson). Le statut officiel du blason reste à déterminer.                                  |

| Blason de Auzances | Blason  | Fascé de six pièces d'or et de gueules à l'aigle d'argent brochant sur le tout,. |
| Blason de Auzances | Détails | Le statut officiel du blason reste à déterminer.                                 |

| Blason de Aulon | Blason  | Parti: au 1er d'azur semé de fleurs de lis d'or, à la bande de gueules brochante, chargée de trois lions léopardés d'argent; au 2e de sinople à l'agneau pascal d'argent, la tête contournée, tenant une croix haute d'or à la bannière d'argent chargée d'une croisette de gueules; le tout sommé d'un chef d'argent chargé d'une fasce ondée d'azur. |
| Blason de Aulon | Détails | Le statut officiel du blason reste à déterminer. |

| Blason de Azerables | Blason  | Écartelé : au 1er d'azur à une branche de sinople posée en barre et chargée de trois feuilles d'érable d'or, au 2e de gueules au châtaignier d'argent, au 3e de gueules au poisson d'argent posé en bande, au 4e d'azur à la gerbe de blé d'or liée de gueules. |
| Blason de Azerables | Détails | Le statut officiel du blason reste à déterminer. |

Pas d'information pour les communes suivantes : Ajain, Alleyrat (Creuse), Anzême, Arfeuille-Châtain, Arrènes, Auge (Creuse), Augères, Auriat, Azat-Châtenet
- Haut – A
- B
- C
- D
- E
- F
- G
- H
- I
- J
- K
- L
- M
- N
- O
- P
- Q
- R
- S
- T
- U
- V
- W
- X
- Y
- Z

## B
| Blason de Banize | Blason  | Parti ondé : au 1er d'or à un canon de gueules, au 2d d'azur à un bourdon de pèlerin d'or à dextre et à une truelle du même posée en pal à senestre ; au chef d'azur semé de fleurs de lys d'or à la bande de gueules chargée de trois lions léopardés d'argent. |
| Blason de Banize | Détails | Le statut officiel du blason reste à déterminer. |

| Blason de Bellegarde-en-Marche | Blason  | De sable aux trois pals d'argent chargés chacun de six tourteaux de gueules,. |
| Blason de Bellegarde-en-Marche | Détails | Le statut officiel du blason reste à déterminer.                              |

| Blason de Bénévent-l'Abbaye | Blason  | D'azur à quatre fleurs de lys, ordonnées en croix, à une clé brochant à senestre sur celle de la pointe, accompagnées de quatre coquilles, une dans chaque canton, le tout d'or. |
| Blason de Bénévent-l'Abbaye | Détails | Le statut officiel du blason reste à déterminer. |
| Blason de Bénévent-l'Abbaye | Alias   | D'or à la bande de sable. Attribué par Charles d'Hozier à la fin du XVIIe siècle.                                                                                                |

| Blason de Blaudeix | Blason  | Écartelé : au 1er d'azur à trois épis de blé tigés d'or rangé en fasce, aux 2e et 3e d'argent à une croix pattée et alésée de gueules, au 4e d'azur à trois besants d'or. |
| Blason de Blaudeix | Détails | Adopté en 1996. |

| Blason de Blessac | Blason  | D'argent à une croix potencée et alésée de sable. |
| Blason de Blessac | Détails | Le statut officiel du blason reste à déterminer.  |

| Blason de Bonnat | Blason  | De gueules à trois fasces d'or chargées chacune d'une étoile du champ. |
| Blason de Bonnat | Détails | Le statut officiel du blason reste à déterminer.                       |

| Blason de Bord-Saint-Georges | Blason  | D'azur à saint Georges à cheval d'or, portant un écu d'argent à la croix de gueules et terrassant un dragon d'or ; à la bordure cousue* de gueules.                                                                |
| Blason de Bord-Saint-Georges | Détails | Armes parlantes (Saint Georges). * Ces armes emploient le terme « cousu » dans le seul but de contrevenir à la règle de contrariété des couleurs : elles sont fautives : gueules sur azur. Utilisé par la commune. |

| Blason de Bourganeuf | Blason  | De sable à trois chevrons d'argent.              |
| Blason de Bourganeuf | Détails | Le statut officiel du blason reste à déterminer. |

| Blason de Boussac | Blason  | D'azur à trois gerbes d'or liées de gueules.     |
| Blason de Boussac | Détails | Le statut officiel du blason reste à déterminer. |

Pas d'information pour les communes suivantes : Basville, Bazelat, Beissat, Bétête, Le Bourg-d'Hem, Bosmoreau-les-Mines, Bosroger, Boussac-Bourg, La Brionne, Brousse (Creuse), Budelière, Bussière-Nouvelle, Bussière-Saint-Georges, Bussière-Dunoise
- Haut – A
- B
- C
- D
- E
- F
- G
- H
- I
- J
- K
- L
- M
- N
- O
- P
- Q
- R
- S
- T
- U
- V
- W
- X
- Y
- Z

## C
| Blason de Celle-Dunoise (La) | Blason  | D'argent à une aigle de sable, becquée et membrée d'or.  |
| Blason de Celle-Dunoise (La) | Détails | Armes de la famille de La Celle. Utilisé par la commune. |

| Blason de Chambon-sur-Voueize | Blason  | D'argent aux quatre champignons de gueules ordonnés en sautoir,. |
| Blason de Chambon-sur-Voueize | Détails | Le statut officiel du blason reste à déterminer.                 |

| Blason de Chamborand | Blason  | D’or au lion de sable armé et lampassé de gueules. |
| Blason de Chamborand | Détails | Le statut officiel du blason reste à déterminer.   |

| Blason de Chard | Blason  | D'argent à la croix nillée de sable.             |
| Blason de Chard | Détails | Le statut officiel du blason reste à déterminer. |

| Blason de Charron | Blason  | D'azur à deux cotices ondées abaissées d'or, accompagnées en chef d'une tête de vache charolaise coupée du même ; au franc quartier d'argent chargé d'un manteau de gueules, à l'épée basse d'or brochant sur ce dernier, surmonté d'une tenaille de sable posée en fasce. |
| Blason de Charron | Détails | Adopté en 2022. |

| Blason de Châtelus-Malvaleix | Blason  | Tiercé en pal : au premier d'or au lion de gueules, au chef d'azur chargé de trois étoiles d'argent, au deuxième parti d'azur et de gueules à la bande d'or brochant sur le tout, au troisième de sable semé d'étoiles d'or au lion du même brochant sur le tout. |
| Blason de Châtelus-Malvaleix | Détails | Le statut officiel du blason reste à déterminer. |

| Blason de Chénérailles | Blason  | De gueules aux trois chênes d'or posés et rangés en bande.                               |
| Blason de Chénérailles | Détails | Chénérailles : Armes parlantes. (chêne) Le statut officiel du blason reste à déterminer. |

| Blason de Chéniers | Blason  | Coupé de deux, parti de un en chef et en cœur, soit cinq quartiers : au 1er d'or à deux lions léopardés de gueules l'un au-dessus de l'autre, au 2e de gueules au lion d'hermine armé, lampassé et couronné d'or, à la lettre capitale C d'argent brochant sur les deux quartiers, au 3e de gueules à la gerbe de blé d'or liée d'azur, au 4e d'or à la vache de gueules, accolée et clarinée d'azur, au 5e d'or, qui est une champagne, au soleil en ombre, au moulin d'or essoré d'azur brochant, ouvert et maçonné de sable, sur une rivière d'azur ; sur le tout, d'argent aux lettres C et B entrelacées d'or*. |
| Blason de Chéniers | Détails | * Il y a là non-respect de la règle de contrariété des couleurs : ces armes sont fautives (or sur argent). Le statut officiel du blason reste à déterminer. |

| Blason de Clairavaux | Blason  | Parti coupé ondé : au 1 d'azur à un soleil non figuré d'or, chaussé d'argent; au 2 de gueules à trois croix de Lorraine d'argent; au 3 de sinople à une feuille de chêne d'or posée en bande; au 4 d'argent à la croix de Malte de gueules. |
| Blason de Clairavaux | Détails | Créé par JF Binon. Sur site commune, 2023 |

| Blason de Colondannes | Blason  | D'azur à la bande d'or chargée de trois têtards couronnés de gueules, accompagnée en chef de la tour du lieu d'argent et en pointe de trois monts d'argent rangés en fasce, celui à dextre brochant sur celui du milieu, plus grand, lui même brochant sur le troisième. Devise / CriSolum me tenet libertas (Seule m'oblige ma liberté) |
| Blason de Colondannes | Détails | La tour carrée est le pigeonnier du prieuré local. Les trois monts sont les trois rochers des combes de la Cazine. Les têtards renvoient au surnom en patois des habitants du village : les tétaros « les têtards ». Création Armand Tessier, adoptée dans les années 1970.                                                              |

| Blason de Courtine (La) | Blason  | D'azur au château surmonté d'une grenade enflammée accostée de deux rameaux d'ajonc posés en chevron renversé, le tout d'or. |
| Blason de Courtine (La) | Détails | Le statut officiel du blason reste à déterminer.                                                                             |

| Blason de Cressat | Blason  | D'azur à trois épis de blé au trait d'or.        |
| Blason de Cressat | Détails | Le statut officiel du blason reste à déterminer. |

| Blason de Crocq | Blason  | Parti de deux, coupé de un : au 1er, d'or au dauphin d'azur, allumé et loré de gueules (qui est des dauphins d'Auvergne) ; au 2) écartelé d'argent et d'azur, à la croix ancrée de l'un en l'autre ; au 3e, d'or au gonfanon de gueules à trois pendants, bordé de sinople ; au 4e, de sable semé de billettes d'or au lion de même brochant, onglé et lampassé de gueules ; au 5e, d'azur à un huis d'or verrouillé de sable, accompagné de trois étoiles d'or ; au 6) de gueules à un chevron fascé ondé d'azur et d'argent de six pièces accompagné de trois lionceaux d'or, les deux du chef affrontés ; et brochant sur la partition du 2) et du 5) à l'écusson d'azur semé de lis d'or et à une tour du même brochant sur le tout. |
| Blason de Crocq | Détails | Le statut officiel du blason reste à déterminer. |

| Blason de Crozant | Blason  | Burelé d'argent et d'azur, au chevron ondé et renversé d'argent, chargé de trois têtes d'aigles arrachées de sable, lampassées de gueules, surmonté d'une tour d'argent, maçonnée et ajourée de sable. |
| Blason de Crozant | Détails | Le statut officiel du blason reste à déterminer. |

| Blason de Croze | Blason  | Parti ondé : au 1er d'azur à deux chiens arrêtés d'argent, l'un au-dessus de l'autre, au 2e d'or au cor de chasse de gueules et à la crosse du même brochante. |
| Blason de Croze | Détails | Le statut officiel du blason reste à déterminer. |

Pas d'information pour les communes suivantes : La Celle-sous-Gouzon, La Cellette (Creuse), Ceyroux, Chamberaud, Chambon-Sainte-Croix, Chambonchard, Champagnat (Creuse), Champsanglard, La Chapelle-Baloue, La Chapelle-Saint-Martial, La Chapelle-Taillefert, Châtelard, Châtelus-le-Marcheix, Le Chauchet, La Chaussade, Chavanat, Clugnat, Le Compas
- Haut – A
- B
- C
- D
- E
- F
- G
- H
- I
- J
- K
- L
- M
- N
- O
- P
- Q
- R
- S
- T
- U
- V
- W
- X
- Y
- Z

## D
| Blason de Dontreix | Blason  | Parti: au 1er d'or au chêne de sinople, au 2e de gueules à trois monts d'argent rangés en fasce; le tout sommé d'un chef d'azur chargé de trois gerbes de blé d'or liées de gueules. |
| Blason de Dontreix | Détails | Le statut officiel du blason reste à déterminer. |

| Blason de Dun-le-Palestel | Blason  | Écartelé : au premier et au quatrième d'or au château de deux tours non crénelées couvertes cousues d'argent, accolées, celle de dextre plus haute ajourée et ombrée de sable, celle de senestre ouverte, ajourée et ombrée du même, sur une colline aussi d'argent mouvant de la pointe, au deuxième d'azur au housseau d'argent surmonté d'un cœur du même, au troisième d'azur semé de fleurs de lys d'or. |
| Blason de Dun-le-Palestel | Détails | * Il y a là non-respect de la règle de contrariété des couleurs : ces armes sont fautives (argent sur or). Le statut officiel du blason reste à déterminer. |

Pas d'information pour les communes suivantes : Domeyrot, Le Donzeil
- Haut – A
- B
- C
- D
- E
- F
- G
- H
- I
- J
- K
- L
- M
- N
- O
- P
- Q
- R
- S
- T
- U
- V
- W
- X
- Y
- Z

## E
| Blason de Évaux-les-Bains | Blason  | De sable aux trois chevrons d'or soutenus d'une étoile du même,. |
| Blason de Évaux-les-Bains | Détails | Le statut officiel du blason reste à déterminer.                 |

## F
| Blason de Felletin | Blason  | D'argent, à une croix ancrée de gueules. Devise / CriIn hoc signo vinces (Par ce signe tu vaincras).                                                    |
| Blason de Felletin | Détails | D'après le sceau des consuls du lieu au XVIe siècle. Utilisé par la commune.                                                                            |
| Blason de Felletin | Alias   | D'or, à trois fasces de gueules, celle du milieu chargée de trois feuilles de laurier d'argent. Attribué par Charles d'Hozier à la fin du XVIIe siècle. |

| Blason de Fontanières | Blason  | Coupé : au 1er parti au I d'azur à une croix pattée et alésée d'argent, au II d'argent à un cor de gueules lié du même, le pavillon à senestre, au 2d de sinople à deux épis de blé tigés d'or et passés en sautoir. |
| Blason de Fontanières | Détails | Présent sur la façade de la mairie. |

| Blason de Forêt-du-Temple (La) | Blason  | Écartelé : aux 1er et 4e de sinople à une feuille de chêne d'or posée en barre, aux 2e et 3e d'argent à une croix pattée et alésée de gueules. |
| Blason de Forêt-du-Temple (La) | Détails | Création Jean-François Binon, adoptée en 2012.                                                                                                 |

Pas d'information pour les communes suivantes : Faux-la-Montagne, Faux-Mazuras, Féniers, Flayat, Fleurat, Fransèches, Fresselines, Fursac 
- Haut – A
- B
- C
- D
- E
- F
- G
- H
- I
- J
- K
- L
- M
- N
- O
- P
- Q
- R
- S
- T
- U
- V
- W
- X
- Y
- Z

## G
| Blason de Genouillac | Blason  | D'azur à la bande d'or chargée de trois lions de gueules, accompagnée en chef d'une croix cléchée et pommetée de douze pièces d'or, remplie de gueules, et en pointe d'un pont de trois arches d'argent sur une rivière du même, surmonté de trois chausse-trappes mal ordonnées d'or,. |
| Blason de Genouillac | Détails | Le statut officiel du blason reste à déterminer. |

| Blason de Gentioux-Pigerolles | Blason  | D'or à une lettre gothique G de sinople ; au chef de gueules à la croix d'argent. |
| Blason de Gentioux-Pigerolles | Détails | Le statut officiel du blason reste à déterminer.                                  |
| Blason de Gentioux-Pigerolles | Alias   | De gueules à la croix d'argent.                                                   |

| Blason de Gouzougnat | Blason  | D'azur au croissant d'argent surmonté de deux étoiles d'or rangées en fasce ; au chef d'or.                                                     |
| Blason de Gouzougnat | Détails | Cess armes sont celles de Jean des Rièges, écuyer et capitaine d'une compagnie de cavalerie, seigneur de Villemonteix et de Gousougnat en 1669. |

| Blason de Grand-Bourg (Le) | Blason  | Parti : au 1er d'or à une tour donjonnée de gueules, maçonnée de sable et au chef d'azur chargé de deux chiens braques d'argent passants l'un sur l'autre, au 2d d'argent à une église de sable et au chef d'azur chargé de cinq fleurs de lys d'or ordonnées 3 & 2. |
| Blason de Grand-Bourg (Le) | Détails | Le premier chef est aux armes de la famille de Brachet de Maslaurent et le second chef est aux armes du chapitre de Saint-Étienne de Limoges. Création Henri Hugon.                                                                                                  |
| Blason de Grand-Bourg (Le) | Alias   | D'azur à cinq fleurs de lys, ordonnées 3 & 2. Reprise des armes du chapitre de Saint-Étienne de Limoges, proposé en 1860 par Auguste Bosvieux. |

| Blason de Guéret | Blason  | D'azur à la forêt de sinople sur une terrasse du même, au cerf passant d'or brochant sur le tout.                                                              |
| Blason de Guéret | Détails | * Il y a là non-respect de la règle de contrariété des couleurs : ces armes sont fautives (sinople sur azur). Le statut officiel du blason reste à déterminer. |

Pas d'information pour les communes suivantes : Gartempe (Creuse), Gioux, Glénic, Gouzon
- Haut – A
- B
- C
- D
- E
- F
- G
- H
- I
- J
- K
- L
- M
- N
- O
- P
- Q
- R
- S
- T
- U
- V
- W
- X
- Y
- Z

## I
| Blason de Issoudun-Létrieix | Blason  | Coupé ondé : au 1er parti au I de sinople à saint Étienne d'or, au II d'argent à une roue de chariot de gueules, au 2d d'azur à trois annelets d'or. |
| Blason de Issoudun-Létrieix | Détails | Le statut officiel du blason reste à déterminer. |

## J
| Blason de Janaillat | Blason  | D'argent à trois chevrons de gueules.                                 |
| Blason de Janaillat | Détails | Armes de la famille Esmoingt de Lavaublanche. Utilisé par la commune. |

| Blason de Jarnages | Blason  | De sinople au jars contourné d'argent nageant sur une rivière du même mouvant de la pointe, surmonté d'un soleil non figuré d'or,. |
| Blason de Jarnages | Détails | Armes parlantes. Le statut officiel du blason reste à déterminer.                                                                  |

Pas d'information pour les communes suivantes : Jalesches, Jouillat
- Haut – A
- B
- C
- D
- E
- F
- G
- H
- I
- J
- K
- L
- M
- N
- O
- P
- Q
- R
- S
- T
- U
- V
- W
- X
- Y
- Z

## L
| Blason de Lafat | Blason  | D'azur à deux cotices ondées et abaissées d'argent, accompagnées en chef d'une volute de crosse d'or ; au franc-quartier d'or chargé d'un hêtre au naturel.                                                                          |
| Blason de Lafat | Détails | Les cotices symbolisent la Brézentine et la Sedelle qui arrosent la commune, la volute de crosse est l'attribut de saint Sulpice et le hêtre évoque le nom de la commune. Création Jean-François Binon, adoptée le 24 novembre 2015. |

| Blason de Linard | Blason  | Tiercé en pairle renversé : au premier d'azur au lion d'or lampassé de gueules, au deuxième de gueules à la fasce ondée d'argent chargée de trois mouchetures d'hermine de sable, au troisième d'or aux trois quintefeuilles d'azur,. |
| Blason de Linard | Détails | Le statut officiel du blason reste à déterminer. |

| Blason de Lioux-les-Monges | Blason  | Parti : au 1er coupé au I d'argent (d'or) à une croix pattée et alésée de gueules, au II de gueules à une croix de Malte d'argent (d'or), au 2d d'azur à un lion d'or. |
| Blason de Lioux-les-Monges | Détails | Utilisé par la commune. |

| Blason de Lussat | Blason  | D'argent à la fasce d'azur chargée de trois étoiles d'or, accompagnée en pointe d'une rose de gueules, pointée, tigée et feuillée de sinople. |
| Blason de Lussat | Détails | Le statut officiel du blason reste à déterminer.                                                                                              |

Pas d'information pour les communes suivantes :  Ladapeyre, Lavaufranche, Lavaveix-les-Mines, Lépaud, Lépinas, Leyrat, Linard-Malval, Lizières, Lourdoueix-Saint-Pierre, Lupersat
- Haut – A
- B
- C
- D
- E
- F
- G
- H
- I
- J
- K
- L
- M
- N
- O
- P
- Q
- R
- S
- T
- U
- V
- W
- X
- Y
- Z

## M
| Blason de Malval | Blason  | De sable, au lion d'or.                          |
| Blason de Malval | Détails | Le statut officiel du blason reste à déterminer. |

| Blason de Mazière-aux-Bons-Hommes (La) | Blason  | Écartelé : au 1er de gueules à la croix de Malte d'argent, au 2e d'or au gonfanon de gueules frangé et bouclé de sinople, au 3e d'hermine plain, au 4e d'azur au buste de moine d'or. |
| Blason de Mazière-aux-Bons-Hommes (La) | Détails | Le 1er évoque le fait que l'ancien monastère de la commune était une annexe de l'ordre de Saint-Jean de Jérusalem. Le 2e et 3e renvoient respectivement à l'appartenance de la commune à l'ancien comté d'Auvergne et à la région du Limousin. Le dernier représente les moines de l'ancien monastère local, appelés les « Bonshommes », qui donna le qualificatif de aux Bons-Hommes à la commune. Blason utilisé par la commune. |

| Blason de Mérinchal | Blason  | Écartelé : au 1er d'azur au loup passant d'or, au 2e d'azur à dix besants d'argent ordonnés 4, 3, 2 et 1, au 3e d'argent à la bande de gueules chargée de trois coquilles d'or, au 4e de sable semé d'étoiles d'or et au lion du même armé et lampassé de gueules brochant. |
| Blason de Mérinchal | Détails | Le statut officiel du blason reste à déterminer. |

| Blason de Montboucher | Blason  | Écartelé: au 1er d'azur à l'aigle d'or, au 2e d'or à l'arbre de sinople fûté de tenné, au 3e d'or à la tour d'azur, au 4e d'azur au mont de six coupeaux d'or, à la croisette pattée de gueules brochant en abîme sur la partition. |
| Blason de Montboucher | Détails | Le statut officiel du blason reste à déterminer. |

| Blason de Monteil-au-Vicomte (Le) | Blason  | Écartelé : au 1er de gueules à la croix d'argent, aux 2e et 3e d'or à une croix ancrée de gueules, au 4e de gueules à une tour d'argent ouverte et ajourée du champ et posée sur une terrasse de sinople. |
| Blason de Monteil-au-Vicomte (Le) | Détails | * Il y a là non-respect de la règle de contrariété des couleurs : ces armes sont fautives (sinople sur gueules). Utilisé par la commune.                                                                  |

| Blason de Mortroux | Blason  | Deux écus accolés : (1) Coupé d'argent et de sable au lion brochant de l'un en l'autre, à la bordure réduite de gueules. (2) De gueules à trois vases sphériques d'or, au chef d'hermine. |
| Blason de Mortroux | Détails | Le statut officiel du blason reste à déterminer. |

| Blason de Moutier-Rozeille | Blason  | Coupé : au 1er d'or à la cloche de sable, au 2e de gueules à la bande ondée d'azur*.                                                                           |
| Blason de Moutier-Rozeille | Détails | * Il y a là non-respect de la règle de contrariété des couleurs : ces armes sont fautives (azur sur gueules). Le statut officiel du blason reste à déterminer. |

Pas d'information pour les communes suivantes : Magnat-l'Étrange, Mainsat, Maison-Feyne, Maisonnisses, Malleret, Malleret-Boussac, Mansat-la-Courrière, Les Mars,Marsac (Creuse), Le Mas-d'Artige, Masbaraud-Mérignat, Mautes, Mazeirat, Méasnes, Montaigut-le-Blanc (Creuse), Mourioux-Vieilleville, Moutier-d'Ahun, Moutier-Malcard
- Haut – A
- B
- C
- D
- E
- F
- G
- H
- I
- J
- K
- L
- M
- N
- O
- P
- Q
- R
- S
- T
- U
- V
- W
- X
- Y
- Z

## N
| Blason de Nouhant | Blason  | D'azur à une aigle d'argent becquée et membrée de gueules ; au chef cousu* de gueules chargé d'une épée d'or posée en fasce.                                                                                    |
| Blason de Nouhant | Détails | * Ces armes emploient le terme « cousu » dans le seul but de contrevenir à la règle de contrariété des couleurs : elles sont fautives : gueules sur azur. Création Jean-François Binon, adoptée par la commune. |

| Blason de Nouzerines | Blason  | De gueules à l'église du lieu d'or soutenue de l'inscription « Nouzerines » en lettres cursives d'argent. |
| Blason de Nouzerines | Détails | Utilisé par la commune.                                                                                   |

| Blason de Nouziers | Blason  | De gueules au lion d'or couronné d'azur ; au comble ondé cousu du même.                                                                                        |
| Blason de Nouziers | Détails | * Il y a là non-respect de la règle de contrariété des couleurs : ces armes sont fautives (azur sur gueules). Le statut officiel du blason reste à déterminer. |

Pas d'information pour les communes suivantes : Naillat, Néoux, Noth, La Nouaille, Nouzerolles
- Haut – A
- B
- C
- D
- E
- F
- G
- H
- I
- J
- K
- L
- M
- N
- O
- P
- Q
- R
- S
- T
- U
- V
- W
- X
- Y
- Z

## P
| Blason de Peyrat-la-Nonière | Blason  | De sable aux trois chevrons ondés d'or.          |
| Blason de Peyrat-la-Nonière | Détails | Le statut officiel du blason reste à déterminer. |

| Blason de Pierrefitte | Blason  | De gueules à l'épée haute d'or, chapé d'argent chargé de deux mouchetures d'hermine de sable en chef. |
| Blason de Pierrefitte | Détails | Le statut officiel du blason reste à déterminer.                                                      |

| Blason à dessiner | Blason  | Écartelé: au 1er d'argent à la croix latine pattée de pourpre, au 2e de pourpre au dolmen d'argent, au 3e de pourpre au marteau d'argent posé en bande à dextre et à la truelle du même posée en barre à senestre, au 4e d'argent à l'olivier de pourpre; à la divise ondée d'argent brochant sur la partition. |
| Blason à dessiner | Détails | Adopté le 11 juin 2021. |

| Blason de Pontarion | Blason  | Coupé : au premier parti au I fascé ondé d'or et de gueules de six pièces et au II d'or à la croix ancrée de gueules, au second d'azur au pont antique de trois arches d'argent.        |
| Blason de Pontarion | Détails | Différences entre dessin et blasonnement : le blasonnement dit « de trois arches d’argent » ; le dessin présente un pont d’une arche.. Le statut officiel du blason reste à déterminer. |

| Blason de Puy-Malsignat | Blason  | D'argent à trois porcs-épics (hérissons) de sable.                             |
| Blason de Puy-Malsignat | Détails | Armes de la famille Foureton. Le statut officiel du blason reste à déterminer. |

Pas d'information pour les communes suivantes : Parsac, Peyrabout, Pontcharraud, La Pouge, Poussanges
- Haut – A
- B
- C
- D
- E
- F
- G
- H
- I
- J
- K
- L
- M
- N
- O
- P
- Q
- R
- S
- T
- U
- V
- W
- X
- Y
- Z

## R
| Blason de Reterre | Blason  | De gueules à l'épée renversée d'argent posée en barre, accompagnée, en pointe, d'une moucheture d'hermine du même, au franc-quartier d'or chargé de trois tiercefeuilles du champ,. |
| Blason de Reterre | Détails | Le statut officiel du blason reste à déterminer. |

| Blason de Rougnat | Blason  | D'or à deux bandes ondées d'azur accompagnées en chef senestre d'un gril de sable ; au franc-quartier de gueules chargé d'un agneau pascal d'argent, onglé de sable, portant une croix haute d'or au guidon d'argent chargé d'une croisette de gueules. |
| Blason de Rougnat | Détails | Le statut officiel du blason reste à déterminer. |

| Blason de Royère-de-Vassivière | Blason  | De sinople à trois roues d'argent.               |
| Blason de Royère-de-Vassivière | Détails | Le statut officiel du blason reste à déterminer. |

Pas d'information pour les communes suivantes : Rimondeix, Roches (Creuse)
- Haut – A
- B
- C
- D
- E
- F
- G
- H
- I
- J
- K
- L
- M
- N
- O
- P
- Q
- R
- S
- T
- U
- V
- W
- X
- Y
- Z

## S
| Blason de Sagnat | Blason  | De sinople à un roseau tigé et feuillé d'or ; au chef d'argent chargé de trois mouchetures d'hermine de sable ; le tout enfermé dans une bordure de gueules chargée d'une chaîne d'argent posée en orle.                                |
| Blason de Sagnat | Détails | Le roseau évoque le nom de la commune, les mouchetures d'hermine rappellent l'appartenance au Limousin, enfin les chaînes sont l'attribut de saint Pierre, patron de la paroisse locale. Création Jean-François Binon, adoptée en 2015. |

| Blason de Saint-Domet | Blason  | D'or à trois coquilles d'azur.                   |
| Blason de Saint-Domet | Détails | Le statut officiel du blason reste à déterminer. |

| Blason de Saint-Fiel | Blason  | D'azur au chevron d'or surmonté d'une étoile et accompagné de trois feuilles de frêne, celles du chef posées dans le sens du chevron, celle de la pointe en pal, le tout du même. |
| Blason de Saint-Fiel | Détails | Le statut officiel du blason reste à déterminer. |

| Blason de Saint-Georges-Nigremont | Blason  | De sinople à saint Georges à cheval d'or au bouclier d'argent à la croix de gueules tuant un dragon d'or ; au chef tiercé en pal, au 1) d'azur au lion d'or, au 2) de gueules au léopard d'argent et au 3) d'azur à trois poissons d'argent rangés en pal.                                   |
| Blason de Saint-Georges-Nigremont | Détails | Le chef est aux armes des trois seigneuries qui se sont succédé à Saint-Georges-Nigremont : les Montvert, les Lestrange, les Ruyneau. * Il y a là non-respect de la règle de contrariété des couleurs : ces armes sont fautives (azur et gueules sur sinople). Création Jean-François Binon. |

| Blason de Saint-Germain-Beaupré | Blason  | Tranché de France ancien, et de sinople à la volute de crosse d’or accostée de deux coquilles d’argent, le tout rangé en bande ; à la bande chargée de trois merlettes de gueules posées à plomb, brochant sur la partition. |
| Blason de Saint-Germain-Beaupré | Détails | Le statut officiel du blason reste à déterminer. |

| Blason de Saint-Julien-le-Châtel | Blason  | De sable semé de billettes d'or, à un lion du même armé et lampassé de gueules brochant.   |
| Blason de Saint-Julien-le-Châtel | Détails | Armes de la famille de Saint-Julien. Création Jean-François Binon, adoptée par la commune. |

| Blason de Saint-Maixant | Blason  | D'azur semé d'étoiles d'argent, à un lion d'or brochant. |
| Blason de Saint-Maixant | Détails | Inspiré des armes de la famille de La Roche-Aymon qui portait : « de sable semé d'étoiles d'or, à un lion du même, armé et lampassé de gueules ». Utilisé par la commune. |

| Blason de Saint-Martial-le-Mont | Blason  | Tiercé en pairle renversé : au premier de gueules au vase à col d'or, au deuxième d'azur aux deux fasces ondées d'argent, au troisième d'argent à la moucheture d'hermine de sinople,. |
| Blason de Saint-Martial-le-Mont | Détails | Différences entre dessin et blasonnement : vase à col. Le statut officiel du blason reste à déterminer.                                                                                |

| Blason de Saint-Martial-le-Vieux | Blason  | Fascé d'or et de gueules, au franc-quartier d'azur à un miroir d'argent ; à la bordure d'argent chargée de trois tourteaux de gueules chacun surchargé d'une croix de Malte d'argent. |
| Blason de Saint-Martial-le-Vieux | Détails | Utilisé par la commune. |

| Blason de Saint-Merd-la-Breuille | Blason  | Coupé : au 1er parti au I d'argent à trois fusées de gueules rangées en fasce, au II de gueules au lion d'argent ; au 2e d'azur à deux chevrons d'or. |
| Blason de Saint-Merd-la-Breuille | Détails | Le statut officiel du blason reste à déterminer. |

| Blason de Saint-Moreil | Blason  | D'argent aux deux croisettes pattées de gueules rangées en bande et aux deux mouchetures d'hermine de sable rangées en barre, à la filière aussi de gueules. |
| Blason de Saint-Moreil | Détails | Le statut officiel du blason reste à déterminer. |

| Blason de Saint-Oradoux-de-Chirouze | Blason  | Écartelé : au 1er d'azur semé de fleurs de lys d'or, à la bande de gueules chargée de trois lions léopardés d'argent, au 2e taillé au I d'azur à trois fleurs de lys d'or (mal ordonnées), au II d'or à un gonfanon de gueules frangé de sinople, au 3e d'or à la fasce ondée d'azur surmontée à dextre d'un sapin de sinople et à senestre d'une loutre contournée au naturel et soutenue d'une vache de gueules accornée et colletée d'azur, au 4e d'hermine au quart de bordure de gueules ; sur le tout, d'or à un château de trois tours de sinople (ouvert et maçonné de sable). |
| Blason de Saint-Oradoux-de-Chirouze | Détails | Conflit héraldique : le blasonnement dit « mal ordonnées » ; le dessin présente des fleurs de lys 2 et 1. Adopté en 2015. |

| Blason de Saint-Priest-la-Plaine | Blason  | Parti : au 1er d'azur semé de fleurs de lys d'or, à la bande de gueules chargée de trois lions léopardés d'argent, au 2d coupé au I d'argent à une croix pattée et alésée de gueules, au II de sinople à un dolmen d'or. |
| Blason de Saint-Priest-la-Plaine | Détails | Création Jean-François Binon, adoptée en 2015. |

| Blason de Saint-Sulpice-les-Champs | Blason  | Écartelé : aux 1er et 4e de sable à une crosse contournée d'or, aux 2e et 3e de vair plain. |
| Blason de Saint-Sulpice-les-Champs | Détails | Création Auguste Bosvieux en 1860. Utilisée par la commune. |
| Blason de Saint-Sulpice-les-Champs | Alias   | Coupé : au 1er de sable à une crosse d'or posée en pal et accostée des 2 lettres gothiques S du même, au 2d d'azur à une gerbe de blé d'or liée de gueules posée en bande. Création Henri Hugon, proposée en 1933. |

| Blason de Saint-Vaury | Blason  | Parti : au 1er d'azur à un buste de saint Vaury au naturel, vêtu et auréolé d'or, accompagné de trois fleurs de lys du même, au 2d de gueules à une montagne de trois coupeaux d'or mouvant d'une champagne ondée d'azur chargée de trois fasces ondées d'argent. |
| Blason de Saint-Vaury | Détails | Utilisé par la commune. |
| Blason de Saint-Vaury | Alias   | D'azur à un buste de saint Vaury vêtu et diadémé d'or, accompagné de trois fleurs de lys du même. |

| Blason de Sardent | Blason  | De sinople au chevron ondé d'argent accompagné de deux pics de carrier d'or, celui de dextre posé en barre et celui de senestre posé en bande et en pointe d'une tête de cheval du même. |
| Blason de Sardent | Détails | Création Jean-François Binon, adoptée en 2014. |

| Blason de Saunière (La) | Blason  | Parti : au 1er d'azur semé de fleurs de lys d'or, à la bande de gueules chargée de trois lions léopardés d'argent, au 2d coupé, au I de gueules à trois meulons de sel d'argent, au II d'or à trois lys de jardin d'argent tigés de sinople. |
| Blason de Saunière (La) | Détails | Saunière (La) : Armes parlantes. (meulons de sel) Création Jean-François Binon, adoptée en 2014. |

| Blason de Soumans | Blason  | De gueules au lion d'argent brandissant un pic de sable emmanché d'or ; au chef d'or chargé d'un sautoir d'azur. |
| Blason de Soumans | Détails | Le statut officiel du blason reste à déterminer.                                                                 |

| Blason de Souterraine (La) | Blason  | D'azur aux trois fasces d'or.                    |
| Blason de Souterraine (La) | Détails | Le statut officiel du blason reste à déterminer. |

Pas d'information pour les communes suivantes : Saint-Agnant-de-Versillat, Saint-Agnant-près-Crocq, Saint-Alpinien, Saint-Amand (Creuse), Saint-Amand-Jartoudeix, Saint-Avit-de-Tardes, Saint-Avit-le-Pauvre, Saint-Bard, Saint-Chabrais, Saint-Christophe (Creuse), Saint-Dizier-la-Tour, Saint-Dizier-les-Domaines, Saint-Dizier-Leyrenne, Saint-Éloi (Creuse), Saint-Étienne-de-Fursac, Saint-Frion, Saint-Georges-la-Pouge, Saint-Goussaud, Saint-Hilaire-la-Plaine, Saint-Hilaire-le-Château, Saint-Julien-la-Genête, Saint-Junien-la-Bregère, Saint-Laurent (Creuse), Saint-Léger-Bridereix, Saint-Léger-le-Guérétois, Saint-Loup (Creuse), Saint-Marc-à-Frongier, Saint-Marc-à-Loubaud, Saint-Marien, Saint-Martin-Château, Saint-Martin-Sainte-Catherine, Saint-Maurice-la-Souterraine, Saint-Maurice-près-Crocq, Saint-Médard-la-Rochette, Saint-Michel-de-Veisse, Saint-Oradoux-près-Crocq, Saint-Pardoux-d'Arnet, Saint-Pardoux-le-Neuf (Creuse), Saint-Pardoux-les-Cards, Saint-Pardoux-Morterolles, Saint-Pierre-Bellevue, Saint-Pierre-Chérignat, Saint-Pierre-de-Fursac, Saint-Pierre-le-Bost, Saint-Priest (Creuse), Saint-Priest-la-Feuille, Saint-Priest-Palus, Saint-Quentin-la-Chabanne, Saint-Silvain-Bas-le-Roc, Saint-Silvain-Bellegarde, Saint-Silvain-Montaigut, Saint-Silvain-sous-Toulx, Saint-Sulpice-le-Dunois, Saint-Sulpice-le-Guérétois, Saint-Sébastien (Creuse), Saint-Victor-en-Marche, Saint-Yrieix-la-Montagne, Saint-Yrieix-les-Bois, Sainte-Feyre, Sainte-Feyre-la-Montagne, Sannat (Creuse), Savennes (Creuse), Sermur, La Serre-Bussière-Vieille, Soubrebost, Sous-Parsat
- Haut – A
- B
- C
- D
- E
- F
- G
- H
- I
- J
- K
- L
- M
- N
- O
- P
- Q
- R
- S
- T
- U
- V
- W
- X
- Y
- Z

## T
| Blason de Trois-Fonds | Blason  | De gueules à trois lis des jardins d'argent, tigés et feuillés de sinople ; au chef d'or chargé de trois fontaines jaillissantes d'azur. Armes parlantes (Trois fontaines → Trois Fond(taines)). |
| Blason de Trois-Fonds | Détails | Le statut officiel du blason reste à déterminer. |

Pas d'information pour les communes suivantes : Tardes, Tercillat, Thauron, Toulx-Sainte-Croix
- Haut – A
- B
- C
- D
- E
- F
- G
- H
- I
- J
- K
- L
- M
- N
- O
- P
- Q
- R
- S
- T
- U
- V
- W
- X
- Y
- Z

## V
| Blason de Verneiges | Blason  | Tiercé en pairle renversé : au 1er d'or à la feuille de vergne de sinople posée en barre, au 2e d'azur à la croix alésée aux extrémités pattées d'or, au 3e de gueules au lion léopardé d'argent. |
| Blason de Verneiges | Détails | Verneiges : Armes parlantes. (feuille de vergne) Le statut officiel du blason reste à déterminer.                                                                                                 |

| Blason de Viersat | Blason  | D'or à six fusées de sable posées en barre et accolées en bande, accompagnées de deux étuis de crosse de gueules. |
| Blason de Viersat | Détails | Le statut officiel du blason reste à déterminer.                                                                  |

Pas d'information pour les communes suivantes : Vallière, Vareilles (Creuse), Vidaillat, Vigeville, Villard (Creuse), La Villedieu (Creuse), La Villeneuve (Creuse), La Villetelle